# Football League Cup 1994-1995
La Football League Cup 1994-1995, conosciuta anche con il nome di Coca Cola Cup per motivi di sponsorizzazione, è stata la 35ª edizione del terzo torneo calcistico più importante del calcio inglese, la 29ª in finale unica. La manifestazione, ebbe inizio il 15 agosto 1994 e si concluse il 2 aprile 1995 con la finale di Wembley.
Il trofeo fu vinto dal Liverpool, che nell'atto conclusivo si impose con il punteggio di 2-1 sul Bolton Wanderers, club appartenente alla First Division.

## Formula
La Football League Cup era riservata alle 22 squadre della Premier League e alle 70 della Football League. Il torneo era composto da scontri ad eliminazione diretta, che prevedevano nei primi due turni ed in semifinale due match: regola dei gol in trasferta in caso di parità, ma solo dopo i tempi supplementari ed a seguire eventuali calci di rigore. Mentre negli altri turni ed in finale si giocava una singola gara: se l'esito risultava un pareggio si procedeva ad una ripetizione a campi invertiti (in finale invece si rigiocava sempre in campo neutro). Nell'eventualità di un pari anche nel replay si disputavano i tempi supplementari e se necessario si procedeva all'esecuzione dei tiri dal dischetto.
|                              | Squadre che entrano in questo turno                                                                    | Squadre qualificate dal turno precedente    |
| ---------------------------- | --- | ------------------------------------------- |
| Primo turno (56 squadre)     | - 22 squadre dalla Third Division - 24 squadre dalla Second Division - 10 squadre dalla First Division |                                             |
| Secondo turno (64 squadre)   | - 22 squadre dalla Premier League - 14 squadre dalla First Division                                    | - 28 squadre vincitrici del primo turno     |
| Terzo turno (32 squadre)     | | - 32 squadre vincitrici del secondo turno   |
| Quarto turno (16 squadre)    | | - 16 squadre vincitrici del terzo turno     |
| Quarti di finale (8 squadre) | | - 8 squadre vincitrici del quarto turno     |
| Semifinali (4 squadre)       | | - 4 squadre vincitrici dei quarti di finale |
| Finale (2 squadre)           | | - 2 squadre vincitrici delle semifinali     |

## Primo turno
| Squadra 1       | Totale          | Squadra 2         | Andata         | Ritorno          |
| --------------- | --------------- | ----------------- | -------------- | ---------------- |
|                 |                 |                   | 15 agosto 1994 | 23 agosto 1994   |
| Doncaster       | 3 - 5           | Wrexham           | 2 - 4          | 1 - 1            |
|                 |                 |                   | 16 agosto 1994 | 23 agosto 1994   |
| Barnet          | 5 - 1           | Leyton Orient     | 4 - 0          | 1 - 1            |
| Blackpool       | 3 - 6           | Chesterfield      | 1 - 2          | 2 - 4            |
| Bradford City   | 4 - 2           | Grimsby Town      | 2 - 1          | 2 - 1            |
| Bury            | 3 - 5           | Hartlepool Utd    | 2 - 0          | 1 - 5            |
| Cardiff City    | 3 - 5           | Torquay Utd       | 1 - 0          | 2 - 4            |
| Colchester Utd  | 0 - 4           | Brentford         | 0 - 2          | 0 - 2            |
| Crewe Alexandra | 2 - 4           | Wigan             | 2 - 1          | 0 - 3            |
| Gillingham      | 0 - 4           | Reading           | 0 - 1          | 0 - 3            |
| Lincoln City    | 5 - 2           | Chester City      | 2 - 0          | 3 - 2            |
| Luton Town      | 2 - 2 (4-3 dcr) | Fulham            | 1 - 1          | 1 - 1 (d.t.s.)   |
| Oxford Utd      | 4 - 1           | Peterborough Utd  | 3 - 1          | 1 - 0            |
| Rochdale        | 1 - 3           | Mansfield Town    | 1 - 2          | 0 - 1            |
| Rotherham Utd   | 2 - 3           | Carlisle Utd      | 1 - 0          | 1 - 3            |
| Scunthorpe Utd  | 2 - 4           | Huddersfield Town | 2 - 1          | 0 - 3            |
| Shrewsbury Town | 2 - 3           | Birmingham City   | 2 - 1          | 0 - 2            |
| Southend Utd    | 0 - 1           | Watford           | 0 - 0          | 0 - 1            |
| Walsall         | 5 - 2           | Plymouth          | 4 - 0          | 1 - 2            |
|                 |                 |                   | 16 agosto 1994 | 6 settembre 1994 |
| Bournemouth     | 3 - 0           | Northampton Town  | 2 - 0          | 1 - 0            |
|                 |                 |                   | 16 agosto 1994 | 7 settembre 1994 |
| Hereford Utd    | 1 - 0           | West Bromwich     | 0 - 0          | 1 - 0            |
| Hull City       | 2 - 3           | Scarborough       | 2 - 1          | 0 - 2            |
|                 |                 |                   | 17 agosto 1994 | 23 agosto 1994   |
| Brighton        | 5 - 2           | Wycombe           | 2 - 1          | 3 - 1            |
| Bristol Rovers  | 2 - 4           | Port Vale         | 1 - 3          | 1 - 1            |
| Darlington      | 2 - 2 (gfc)     | Barnsley          | 2 - 2          | 0 - 0 (d.t.s.)   |
| Exeter City     | 2 - 4           | Swansea City      | 2 - 2          | 0 - 2            |
| Portsmouth      | 5 - 2           | Cambridge Utd     | 2 - 0          | 3 - 2            |
| Preston N.E.    | 2 - 5           | Stockport County  | 1 - 1          | 1 - 4            |
|                 |                 |                   | 18 agosto 1994 | 23 agosto 1994   |
| Burnley         | 3 - 2           | York City         | 1 - 0          | 2 - 2            |

## Secondo turno
| Squadra 1         | Totale      | Squadra 2       | Andata            | Ritorno           |
| ----------------- | ----------- | --------------- | ----------------- | ----------------- |
|                   |             |                 | 20 settembre 1994 | 27 settembre 1994 |
| Bristol City      | 0 - 4       | Notts County    | 0 - 1             | 0 - 3             |
| Chesterfield      | 2 - 4       | Wolverhampton   | 1 - 3             | 1 - 1             |
| Scarborough       | 2 - 8       | Middlesbrough   | 1 - 4             | 1 - 4             |
| Stockport County  | 1 - 6       | Sheffield Utd   | 1 - 5             | 0 - 1             |
| Tranmere          | 1 - 0       | Brentford       | 1 - 0             | 0 - 0             |
|                   |             |                 | 20 settembre 1994 | 28 settembre 1994 |
| Fulham            | 3 - 3 (gfc) | Stoke City      | 3 - 2             | 0 - 1 (d.t.s.)    |
| Reading           | 3 - 3 (gfc) | Derby County    | 3 - 1             | 0 - 2 (d.t.s.)    |
|                   |             |                 | 20 settembre 1994 | 4 ottobre 1994    |
| Blackburn         | 3 - 1       | Birmingham City | 2 - 0             | 1 - 1             |
| Lincoln City      | 1 - 3       | Crystal Palace  | 1 - 0             | 0 - 3 (d.t.s.)    |
| Oxford Utd        | 1 - 2       | Oldham Athletic | 1 - 1             | 0 - 1             |
|                   |             |                 | 20 settembre 1994 | 5 ottobre 1994    |
| Barnet            | 2 - 4       | Manchester City | 1 - 0             | 1 - 4             |
| Carlisle Utd      | 0 - 3       | QPR             | 0 - 1             | 0 - 2             |
| Everton           | 3 - 4       | Portsmouth      | 2 - 3             | 1 - 1             |
| Huddersfield Town | 0 - 5       | Southampton     | 0 - 1             | 0 - 4             |
| Walsall           | 2 - 3       | West Ham Utd    | 2 - 1             | 0 - 2 (d.t.s.)    |
| Wimbledon FC      | 3 - 0       | Torquay Utd     | 2 - 0             | 1 - 0             |
| Wrexham           | 3 - 5       | Coventry City   | 1 - 2             | 2 - 3             |
|                   |             |                 | 21 settembre 1994 | 27 settembre 1994 |
| Swindon Town      | 5 - 4       | Charlton        | 1 - 3             | 4 - 1 (d.t.s.)    |
|                   |             |                 | 21 settembre 1994 | 4 ottobre 1994    |
| Chelsea           | 2 - 0       | Bournemouth     | 1 - 0             | 1 - 0             |
| Leeds Utd         | 0 - 1       | Mansfield Town  | 0 - 1             | 0 - 0             |
| Millwall          | 3 - 2       | Sunderland      | 2 - 1             | 1 - 1             |
| Norwich City      | 3 - 1       | Swansea City    | 3 - 0             | 0 - 1             |
| Nottingham Forest | 2 - 1       | Hereford Utd    | 2 - 1             | 0 - 0             |
| Sheffield Weds    | 3 - 2       | Bradford City   | 2 - 1             | 1 - 1             |
| Watford           | 6 - 8       | Tottenham       | 3 - 6             | 3 - 2             |
|                   |             |                 | 21 settembre 1994 | 5 ottobre 1994    |
| Aston Villa       | 8 - 0       | Wigan           | 5 - 0             | 3 - 0             |
| Brighton          | 3 - 0       | Leicester City  | 1 - 0             | 2 - 0             |
| Hartlepool Utd    | 0 - 7       | Arsenal         | 0 - 5             | 0 - 2             |
| Ipswich Town      | 0 - 4       | Bolton          | 0 - 3             | 0 - 1             |
| Liverpool         | 6 - 1       | Burnley         | 2 - 0             | 4 - 1             |
| Newcastle Utd     | 3 - 1       | Barnsley        | 2 - 1             | 1 - 0             |
| Port Vale         | 1 - 4       | Manchester Utd  | 1 - 2             | 0 - 2             |

## Terzo turno
| Squadra 1       | Risultato | Squadra 2         |
| --------------- | --------- | ----------------- |
| 25 ottobre 1994 |           |                   |
| Liverpool       | 2 - 1     | Stoke City        |
| Mansfield Town  | 0 - 2     | Millwall          |
| QPR             | 3 - 4     | Manchester City   |
| Sheffield Utd   | 1 - 2     | Bolton            |
| Wimbledon FC    | 0 - 1     | Crystal Palace    |
| 26 ottobre 1994 |           |                   |
| Aston Villa     | 1 - 0     | Middlesbrough     |
| Blackburn       | 2 - 0     | Coventry City     |
| Brighton        | 1 - 1     | Swindon Town      |
| Newcastle Utd   | 2 - 0     | Manchester Utd    |
| Notts County    | 3 - 0     | Tottenham         |
| Oldham Athletic | 0 - 0     | Arsenal           |
| Portsmouth      | 0 - 1     | Derby County      |
| Sheffield Weds  | 1 - 0     | Southampton       |
| Tranmere        | 1 - 1     | Norwich City      |
| West Ham Utd    | 1 - 0     | Chelsea           |
| Wolverhampton   | 2 - 3     | Nottingham Forest |

### Replay
| Squadra 1       | Risultato | Squadra 2       |
| --------------- | --------- | --------------- |
| 25 ottobre 1994 |           |                 |
| Swindon Town    | 4 - 1     | Brighton        |
| Arsenal         | 2 - 0     | Oldham Athletic |
| Norwich City    | 4 - 2     | Tranmere        |

## Quarto turno
| Squadra 1         | Risultato | Squadra 2      |
| ----------------- | --------- | -------------- |
| 30 novembre 1994  |           |                |
| Arsenal           | 2 - 0     | Sheffield Weds |
| Blackburn         | 1 - 3     | Liverpool      |
| Crystal Palace    | 4 - 1     | Aston Villa    |
| Manchester City   | 1 - 1     | Newcastle Utd  |
| Norwich City      | 1 - 0     | Notts County   |
| Nottingham Forest | 0 - 2     | Millwall       |
| Swindon Town      | 2 - 1     | Derby County   |
| West Ham Utd      | 1 - 3     | Bolton         |

### Replay
| Squadra 1        | Risultato | Squadra 2       |
| ---------------- | --------- | --------------- |
| 21 dicembre 1994 |           |                 |
| Newcastle Utd    | 0 - 2     | Manchester City |

## Quarti di finale
| Squadra 1       | Risultato | Squadra 2       |
| --------------- | --------- | --------------- |
| 11 gennaio 1995 |           |                 |
| Bolton          | 1 - 0     | Norwich City    |
| Crystal Palace  | 4 - 0     | Manchester City |
| Liverpool       | 1 - 0     | Arsenal         |
| Swindon Town    | 3 - 1     | Millwall        |

## Semifinali
| Squadra 1    | Totale | Squadra 2      | Andata           | Ritorno      |
| ------------ | ------ | -------------- | ---------------- | ------------ |
|              |        |                | 12 febbraio 1995 | 8 marzo 1995 |
| Swindon Town | 3 - 4  | Bolton         | 2 - 1            | 1 - 3        |
|              |        |                | 15 febbraio 1995 | 8 marzo 1995 |
| Liverpool    | 2 - 0  | Crystal Palace | 1 - 0            | 1 - 0        |

## Finale
| Arbitro: | Philip Don |

|                    |           |              |
| McManaman 37’, 68’ | Marcatori | 69’ Thompson |

| Liverpool | Bolton Wanderers |

| LIVERPOOL       |    |                     |             |
|                 |    |                     |             |
| P               | 1  | David James         |             |
| D               | 2  | Rob Jones           | Ammonizione |
| D               | 6  | Phil Babb           | Ammonizione |
| D               | 12 | John Scales         |             |
| D               | 25 | Neil Ruddock        |             |
| D               | 20 | Stig Inge Bjørnebye | Ammonizione |
| C               | 10 | John Barnes         |             |
| C               | 15 | Jamie Redknapp      |             |
| C               | 17 | Steve McManaman     |             |
| A               | 9  | Ian Rush (C)        |             |
| A               | 23 | Robbie Fowler       |             |
| A disposizione: |    |                     |             |
| P               | 28 | Alec Chamberlain    |             |
| C               | 11 | Mark Walters        |             |
| C               | 16 | Michael Thomas      |             |
| Manager:        |    |                     |             |
| Roy Evans       |    |                     |             |

| BOLTON WANDERERS |    |                  |             |     |
|                  |    |                  |             |     |
| P                | 1  | Keith Branagan   |             |     |
| D                | 2  | Scott Green      |             | 68’ |
| D                | 3  | Jimmy Phillips   |             |     |
| D                | 4  | Jason McAteer    |             |     |
| C                | 5  | Mark Seagraves   |             |     |
| C                | 6  | Alan Stubbs (C)  |             |     |
| C                | 7  | David Lee        |             |     |
| C                | 8  | Richard Sneekes  |             |     |
| A                | 9  | Mixu Paatelainen |             |     |
| A                | 10 | John McGinlay    |             |     |
| A                | 11 | Alan Thompson    | Ammonizione |     |
| A disposizione:  |    |                  |             |     |
| D                | 12 | Guðni Bergsson   |             | 68’ |
| P                | 13 | Aidan Davison    |             |     |
| C                | 15 | Mark Patterson   |             |     |
| Manager:         |    |                  |             |     |
| Bruce Rioch      |    |                  |             |     |